# Petrov, Blansko
Petrov là một làng thuộc huyện Blansko, vùng Jihomoravský, Cộng hòa Séc.